# Henk F. Moed
Henk F. Moed (Weesp, Països Baixos, 1951 - 20 d'octubre de 2021), va ser un gestor d'informació neerlandès.
Va ser professor titular de metodologies d'avaluació de la investigació al Centre for Science and Technology Studies a la Universitat de Leiden. Va obtenir el 1989 el doctorat en estudis de ciència a la mateixa universitat. Va ser actiu en nombrosos temes de recerca: des de la creació de bases de dades bibliomètriques a partir de dades en brut provinents de Web of science de Thompson Scientific (més tard, Clarivate) i de Scopus d'Elsevier, passant per les anàlisis d'imprecisions en l'adequació de la citació, l'avaluació de les potencialitats i dificultats del factor d'impacte de les revistes, el desenvolupament i l'aplicació d'indicadors de ciència per al mesurament del rendiment de la recerca en les ciències de la vida i en les ciències naturals, fins a arribar als estudis sobre els efectes de la utilització dels indicadors bibliomètrics sobre els mateixos autors i editors de revistes.
El 1999 va rebre la medalla Derek de Solla Price. Del 2010 al 2014 va ser l'assessor científic principal de la casa editorial Elsevier a Amsterdam i va ser director de l'Informetrics Research Group de la divisió de productes Elsevier. El 2004 va editar conjuntament amb Wolfgang Glänzel i O. Schmoch el Handbook on quantitative science and technology research i, el 2005, el Citation analysis in research evaluation, que és un dels pocs llibres de text que hi ha sobre el tema. Va publicar prop de 100 articles d'investigació i va ser editor de diverses revistes.